# La leyenda de la ciudad sin nombre
La leyenda de la ciudad sin nombre (título original: Paint Your Wagon) es una película estadounidense de 1969, dirigida por Joshua Logan e interpretada por Lee Marvin, Clint Eastwood, Jean Seberg, Harve Presnell, Ray Walston y Tom Ligon en los papeles principales. El guion está adaptado por Paddy Chayefsky del musical de 1951 Paint your wagon, de los autores Alan Jay Lerner y Frederick Loewe y constituye un curioso híbrido de western crepuscular y musical.
Galardonada en los Premios Fotogramas de Plata de 1970 al mejor intérprete de cine extranjero (Lee Marvin).

## Argumento
La película empieza con la espectacular imagen de una carreta cayendo por un terraplén, en cuyo fondo se destroza. Un hombre acude a socorrer a los accidentados que yacen junto a los restos de la carreta, uno está muerto y el otro herido. Hasta ese momento todo apunta a un western convencional; pero en el momento en que el difunto es enterrado, aparece oro entre la removida tierra que le ha de dar sepultura. Entonces todo da un giro radical; un hombre grita: ¡Oro!, a lo que otro responde: ¡Amén! y enseguida ese western deja de ser convencional. Lo que sigue es una comedia musical que se centra en unos hombres que de colonos pasarán a convertirse en buscadores de oro, y en la historia de amor de una hermosa mujer que comparte su vida con dos hombres a la vez.

## Reparto
- Lee Marvin: Ben Rumson
- Clint Eastwood: Partner
- Jean Seberg: Elizabeth
- Harve Presnell: Podrido Luck Willie
- Ray Walston: Mad Jack Duncan
- Tom Ligon: Horton Fenty
- Alan Dexter: Parson
- William O'Connell: Horace Tabor
- Benny Baker: Haywood Holbrook
- Alan Baxter: Sr. Fenty
- Paula Trueman: Sra. Fenty

## Comentarios
Fue el último filme del realizador Joshua Logan, director de exitosos filmes como Picnic (1955); Bus Stop (1956), con Marilyn Monroe, y South Pacific (1958) —cuya banda sonora fue uno de los discos más vendidos en la historia de los Estados Unidos ocupando durante 31 semanas el n.º 1—, en todas ellas como director y guionista.
La película narra la creación, el auge y el declive de una ciudad donde un puñado de hombres dictan sus propias leyes; y bajo el amparo de la diosa fortuna, que hace acto de presencia en forma de filón de oro, fundan una comunidad en la que solo se echa en falta una cosa: las mujeres. En un momento determinado llega a la ciudad un  mormón, casado con dos mujeres y cargado de deudas, que decide vender una de ellas al mejor postor, el que resulta ser un borrachín llamado Ben Rumson. La adquisición de esa esposa provocará que Ben se convierta en un celoso marido que, ante el peligro que supone tener a la única representante del sexo femenino en una comunidad de más de cuatrocientos hombres, decidirá ir a secuestrar una diligencia cargada de prostitutas que se dirige a una vecina población. A partir de ese momento, la ciudad deja de ser propiedad exclusiva de mineros, las tiendas de campaña son substituidas por edificios y  estos por hoteles, prostíbulos y «saloons», lo que lleva consigo, a la vez, lujuria, vicio, sexo y excesos en general. La ciudad sin nombre es un hecho.
Lee Marvin realiza aquí la que posiblemente sea su mejor interpretación en el campo de la comedia, y además muestra sus dotes como cantante, interpretando un par de temas, uno de ellos, Wand'rin star que fue un gran éxito popular en la época. 
Ben Rumson (Lee Marvin), un hombre que está de vuelta de todo, al que le encantan el whisky y las mujeres, cuya única preocupación es acumular oro y vivir la vida lo mejor que pueda. Por el contrario, Socio (Clint Eastwood) es un hombre más tranquilo, que espera poder vivir algún día plácidamente junto a la mujer que ama. Su lealtad a Rumson, que fue quien le salvó la vida, está por encima de todo, y a pesar de que esa mujer a la que quiere es la esposa de éste, nunca se lo dirá hasta que ella no haga mención de ello. Si sorprendente resulta ver a Marvin cantando, más lo es ver a Eastwood en esa faceta, porque no lo hace nada mal. Uno de los aspectos más destacables del film es la curiosa relación que se establece entre ambos protagonistas. Son dos seres muy distintos, con unas ideas muy dispares, con una manera de ser muy diferente, pero son dos hombres con un gran sentido del honor y de la amistad, una amistad que prevalece incluso cuando deciden compartir a Elizabeth.
La música es otra de las bazas importantes de este proyecto. La dirección musical está a cargo de Nelson Riddle. Los números musicales son amenos y divertidos y no ralentizan en demasía la trama argumental. Entre las canciones aparte de la ya citada Wand'rin' star, destaca They call the wind Maria, Talk to the trees, Best things y Gold fever.
—¿Qué es un fornicador?
—No lo sé, no soy hombre religioso.
Este comentario de dos mineros mientras escuchan al predicador es uno de los muchos diálogos ingeniosos que pueblan el guion de Lerner y Chayefski, un guion que consigue, ya sea mediante los momentos cómicos o los románticos, mantener en alza la intensidad durante las más de dos horas y media de metraje. Esas frases ingeniosas acompañan en ocasiones a gags visuales, pero en algunos momentos no hacen falta palabras para conseguir altas cuotas de comicidad. 
En definitiva, esta es una comedia musical que habla de amor, de moralidad, de religión, de codicia y de amistad, sobre todo de amistad. Un film para ver... dejar pasar un tiempo prudencial... y volver a revisarlo sin que pierda un ápice de frescura.

## Producción
Al principio se estrenó La leyenda de la ciudad sin nombre en Broadway en 1951. Los autores fueron los mismos que los que hicieron My Fair Lady. El éxito de la obra en Broadway hizo que se hablara mucho de una posible adaptación cinematográfica. Incluso se empezó a mencionar los nombres de correspondientes actores como Bing Crosby y Gary Cooper. Sin embargo, todos estos propósitos fracasaron hasta que finalmente en 1969 la idea volvió a tomar verdadera forma y se puso de nuevo el proyecto en marcha.

## Recepción
Cuando se estrenó, la película consiguió una enorme popularidad en su momento. También tuvo un formidable éxito de taquilla en España. En Madrid la producción cinematográfica incluso permaneció un año de forma ininterrumpida en cartel en el cine donde se estrenó.